# Törisevänluodot
Törisevänluodot är en ö i Finland. Den ligger i sjön Väkevänjärvi och i kommunen Villmanstrand i den ekonomiska regionen  Villmanstrands ekonomiska region  och landskapet Södra Karelen, i den södra delen av landet, 180 km öster om huvudstaden Helsingfors. Öns area är 0,1 hektar och dess största längd är 60 meter i sydväst-nordöstlig riktning.  Notera att namnet antyder att det är fråga om flera öar.